# Sinfonía n.º 6 (Dvořák)

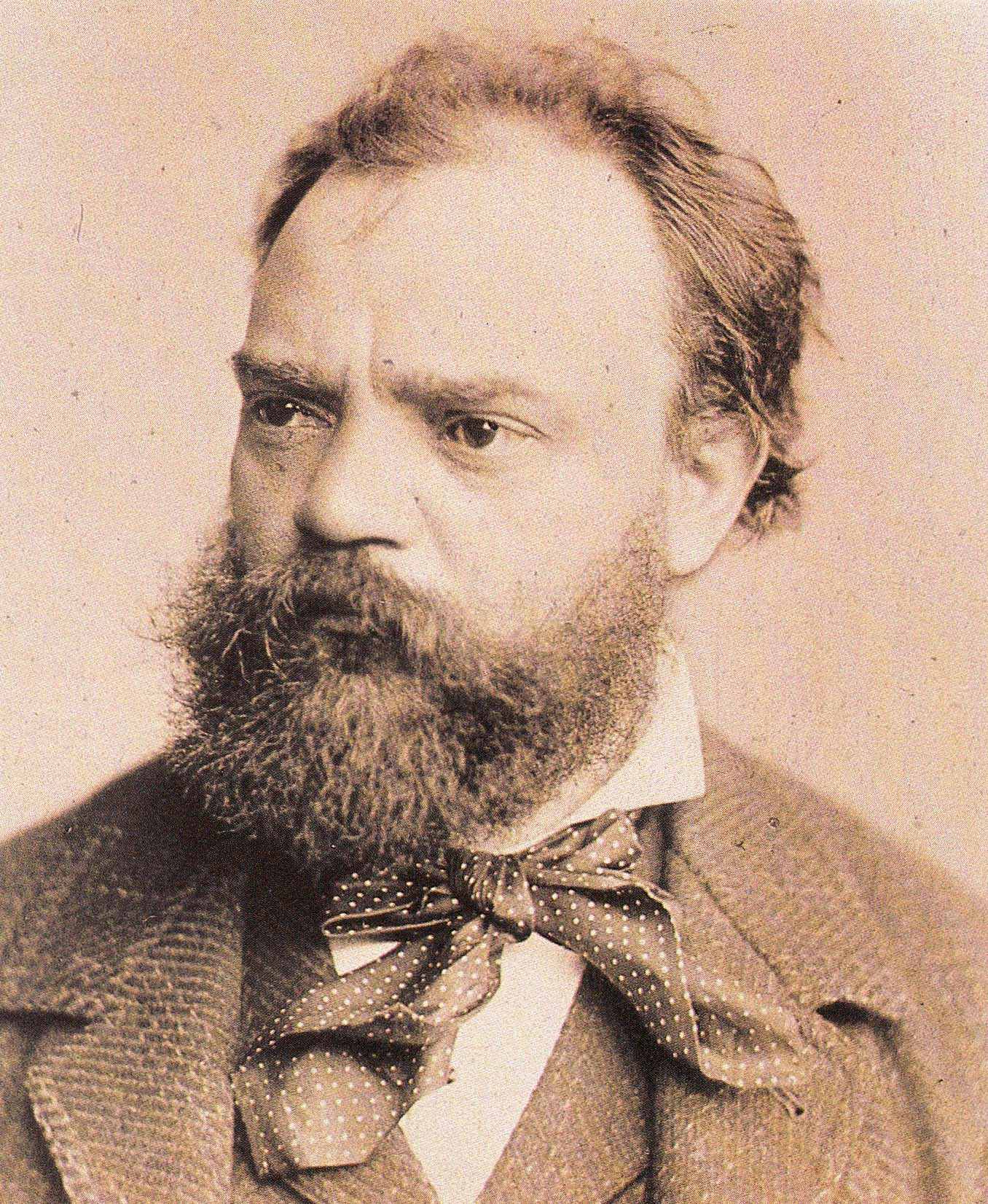
Dvořák en 1882.

La Sinfonía n.º 6 en re mayor, Op. 60 / B. 112 fue compuesta por Antonín Dvořák en 1880. La partitura está dedicada al director de orquesta Hans Richter.

## Historia

### Contexto

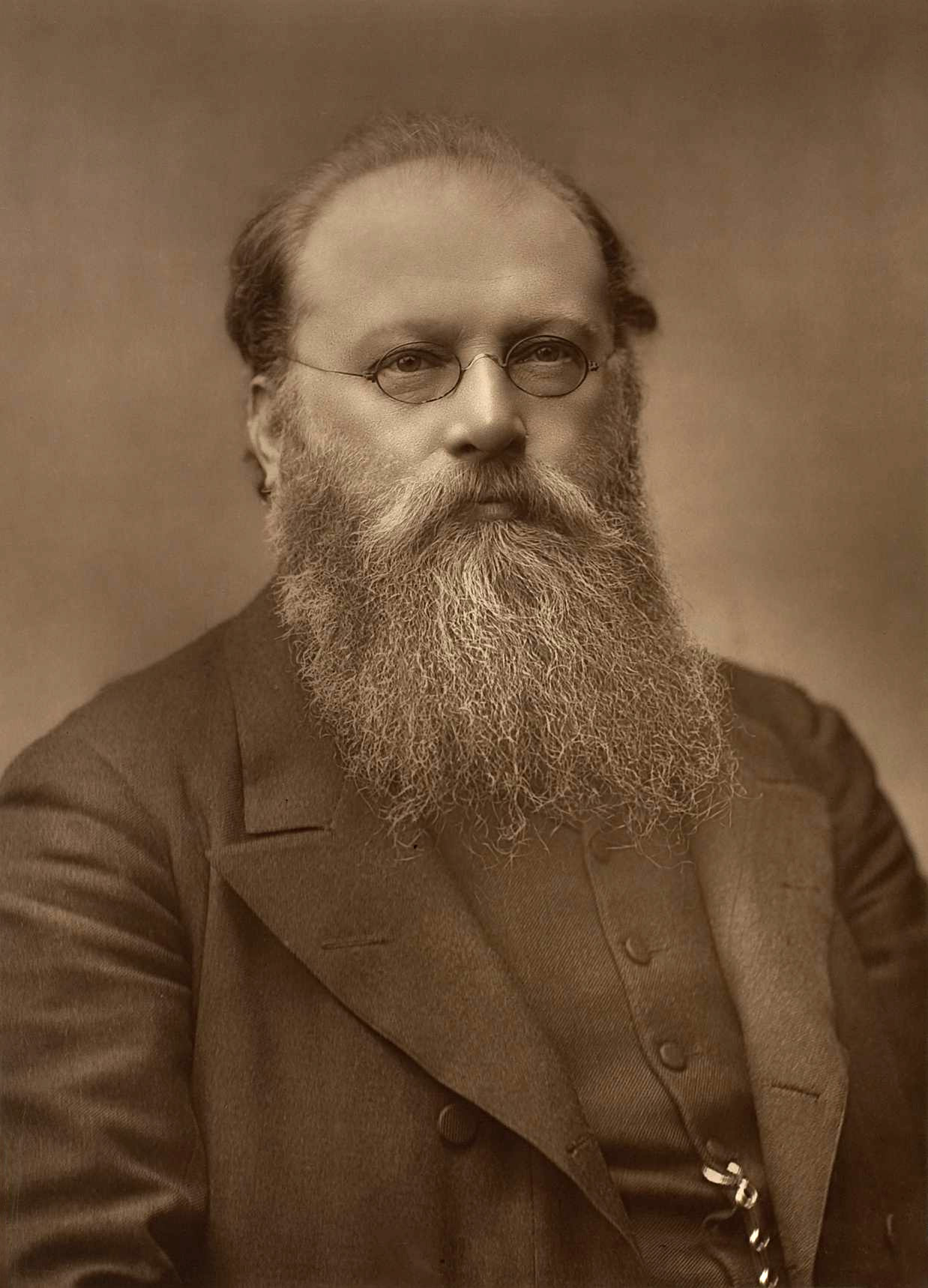
Hans Richter, dedicatario de la pieza, en la década de 1880.

En esta época Dvořák estaba a punto de cumplir los cuarenta años. En el ámbito personal acababa de tener a su hija Anna y había consolidado su amistad con Johannes Brahms. En el ámbito profesional había logrado abrirse camino en la escena concertística checa e internacional con las Danzas eslavas en Londres, la Rapsodia eslava n.º 3 en Berlín, entre otras. Prestigiosas instituciones musicales habían empezado a encargarle obras. Este fue el origen de la Sinfonía n.º 6, que Dvořák escribió a petición del director titular de la Orquesta Filarmónica de Viena, Hans Richter, uno de los principales promotores de las obras de Dvořák en la escena internacional. A finales de 1879 Dvořák había asistido en Viena a un concierto de abono en el que se interpretó su Rapsodia eslava n.º 3 a cargo de la Filarmónica de Viena bajo la batuta de Richter. Tras el exitoso concierto, Richter quiso rendir un homenaje al compositor organizando un banquete al que fueron invitados también todos los instrumentistas checos de la orquesta. Para corresponder a tanta cortesía, el maestro checo prometió componer una sinfonía para Richter y su orquesta. En una carta del compositor fechada el 23 de noviembre de 1879 comenta lo siguiente sobre el concierto:

«Salí el viernes pasado y estuve presente en la interpretación de mi Tercera Rapsodia, que gustó mucho, y tuve que mostrarme al público. Me senté junto a Brahms al lado del órgano de la orquesta, y Richter me sacó. Tenía que aparecer. Debo decirle que enseguida me gané la simpatía de toda la orquesta y que de todas las obras nuevas que probaron, y Richter dijo que eran sesenta, la que más les gustó fue mi Rapsodia. Richter me dio un beso al instante y me dijo que estaba muy contento de conocerme (...)»

Los historiadores de la música han llegado a conclusiones diversas sobre lo que esta carta implica acerca de la recepción de Dvořák en Viena. John Clapham, estudioso de Dvořák, interpreta esta carta en el sentido de que el público del concierto respondió con una calurosa ovación y que Richter estaba satisfecho con la obra. Pero según David Brodbeck, es probable que este relato sólo describa el ensayo general ya que los ensayos generales de la Filarmónica estaban abiertos a un público limitado. Argumenta además que no hay otra forma de explicar la presencia de Brahms y Dvořák en el escenario durante una representación. Eduard Hanslick, crítico musical en Viena en esa época, informó en Neue Freie Presse: "La Rapsodia fue respetuosa pero no calurosamente recibida. Esperaba que causara un efecto más vivo tras la impresión del ensayo general." A pesar de que la recepción del público en el concierto no fue muy entusiasta, Richter vio potencial en el trabajo de Dvořák y le pidió que escribiera una sinfonía para orquesta.

### Composición
La composición de este opus se desarrolló entre el 27 de agosto y el 15 de octubre de 1880, cuando el compositor tenía 39 años. La completó en apenas siete semanas, quedando lista en el otoño de 1880. Se situó exactamente a medio camino entre su Sinfonía n.º 5 de 1875 y la n.º 7 de 1885. La sinfonía recibe a veces el apodo de "checa" por su inspiración en la música folclórica checa y al director Václav Talich le gustaba llamarla la sinfonía "de Navidad", quizá en referencia al lirismo del movimiento lento. En cuanto el compositor terminó la obra, informó a su editor Fritz Simrock:

«¡Mi querido Sr. Simrock! En pocas palabras, quisiera informarle de que he escrito mi nueva sinfonía y he completado su instrumentación. Probablemente viajaré a Viena la próxima semana, donde la Filarmónica la probará. He hecho grandes esfuerzos para producirla, una obra capaz de grandes cosas, y también me ha dado mucho placer.»

El compositor viajó a Viena para tocar la pieza al piano para Richter. El célebre director quedó entusiasmado muy entusiasmado con la obra, hecho que el compositor transmitió inmediatamente a su amigo, Alois Göbl.

«¡Querido amigo! Estoy en Viena, donde he oído tantas cosas maravillosas que no podría ni empezar a describírtelas por escrito. A Richter le encantó la sinfonía, tanto que me dio un beso después de cada movimiento; se estrenará el 26 de diciembre, ¡y luego irá a Londres!»

### Estreno y publicación
La obra llevaba la anunciada dedicatoria al director Richter y Dvořák esperaba que la Filarmónica de Viena estrenara su sinfonía en diciembre de 1880. Pero surgieron conflictos entre el director y los miembros de la orquesta. Richter pospuso el estreno en repetidas ocasiones, alegando enfermedades familiares y una orquesta sobrecargada de trabajo. Dvořák, receloso de los sentimientos antichecos en Viena, se sintió frustrado. Más tarde se enteró de que los miembros de la orquesta, que participaban juntos en la programación de conciertos, eran reacios a interpretar obras de un compositor checo relativamente nuevo en dos temporadas consecutivas, puesto que la temporada anterior habían interpretado su Rapsodia eslava n.º 3.
El estreno de la obra finalmente se celebró el 25 de marzo de 1881 en Praga con la interpretación de la Orquesta "Filharmonie" de Praga bajo la dirección de Adolf Cech. El Scherzo se interpretó en un bis. Entre las primeras interpretaciones cabe destacar las siguientes:
- La primera interpretación dirigida por Hans Richter tuvo lugar el 15 de mayo de 1882 en Londres.[3]
- El estreno estadounidense fue el 6 de enero de 1883 en Nueva York con la Sociedad Filarmónica de Nueva York dirigida por Theodore Thomas.[8]
- La primera representación en Viena fue el 18 de febrero de 1883 con la Gesellschaft der Musik freunde dirigida por Wilhelm Gericke.[3]
- La primera interpretación llevada a cabo por la Orquesta Filarmónica de Viena no llegó hasta 1942 en Viena.[7]

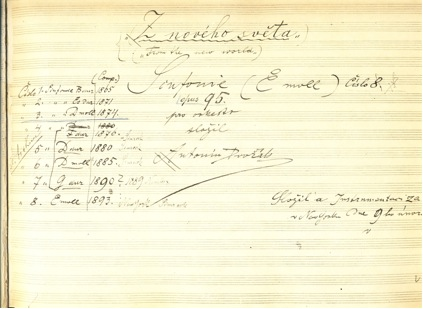
Portada de la Novena de Dvořák (para él n.º 8). A la izquierda se ve la lista de sus sinfonías con la numeración sin tener en cuenta la primera perdida.

La primera publicación fue llevada a cabo en 1881 por la editorial N. Simrock en Berlín. Es la sexta de las nueve sinfonías de Dvořák, aunque durante mucho tiempo fue considerada la primera, ya que fue la primera obra de este género del maestro checo que vio la luz. Otras confusiones en la numeración de la producción sinfónica de Dvořák se deben a que el compositor creía perdida su primera sinfonía y numeró el resto por fecha de composición del 1 al 8. Por lo tanto, para Dvořák esta obra era su quinta sinfonía, mientras que para el editor Simrock era la primera, cuando en realidad es la sexta por orden cronológico tras la recuperación de la primera sinfonía perdida. Fue publicada como la Sinfonía n.º 1 Op. 58 y no fue renumerada como Sinfonía n.º 6 Op. 60 hasta mediados del siglo XX por el estudioso de Dvořák Otakar Šourek, cuando las sinfonías anteriores fueron reconocidas como parte legítima de su canon.

## Instrumentación
La partitura está escrita para una orquesta formada por:
- Viento madera: 1 flautín, 2 flautas, 2 oboes, 2 clarinetes, 2 fagotes.
- Viento metal: 4 trompas, 2 trompetas, 3 trombones, 1 tuba.
- Percusión: timbales.
- Cuerda: una sección de cuerdas con violines I y II, violas, violonchelos y contrabajos.

El flautín sólo se utiliza en el tercer movimiento. Los trombones y la tuba sólo se utilizan en los movimientos primero y cuarto.

## Estructura y análisis
La sinfonía consta de cuatro movimientos:
- I. Allegro non tanto, en re mayor 3
4
- II. Adagio, en si bemol mayor 2
4
- III. Scherzo (Furiant). Presto, en re menor 3
4
- IV. Finale. Allegro con spirito, en re mayor 2
2

La interpretación de la obra dura aproximadamente entre 40 y 45 minutos. Esta obra denota que el autor tenía plena confianza en su enfoque de la estructura en cuatro movimientos, una forma que ya dominaba. Mientras que la Sinfonía n.º 5 anterior seguía mostrando cierta falta de cohesión estilística, aquí había logrado por fin un estilo impecable en su totalidad. Se caracteriza por sus ricas melodías líricas, su gran diversidad, sus ritmos vivos y también por su sonido orquestal pleno y colorista. Es el resultado de la influencia de las formas clásicas combinada con lo que ya era un estilo compositivo cristalizado y distintivo. El carácter general es cálido y tranquilo. El optimismo que irradia puede ser un reflejo de la situación vital de Dvořák en aquella época que, tras muchos años de esfuerzos, había conseguido labrarse una reputación. Su inspiración en la música folclórica checa y su estilización de la furiant -una danza folclórica checa- en el scherzo hace que sea considerada la última obra importante del periodo eslavo del compositor y constituye una especie de transición hacia las obras maestras sinfónicas más maduras como la Sinfonía n.º 7, n.º 8, n.º 9 del Nuevo Mundo. Dvorák reconoció a Johannes Brahms como modelo en la primera parte de su carrera y en esta sinfonía seguía bajo su hechizo. La Sinfonía n.º 2 de Brahms, escrita tres años antes, se cita a menudo como una importante fuente de inspiración: los movimientos exteriores de ambas piezas comparten no sólo su tonalidad, métrica, indicaciones de tempo y orquestación, sino también su atmósfera general. También se perciben persistentes influencias folclóricas del entonces reciente primer volumen de sus Danzas eslavas de 1878.

### I.Allegro non tanto
El primer movimiento, Allegro non tanto, está escrito en la tonalidad de re mayor, en compás de 3/4 y sigue la forma sonata. Los compases introductorios transportan al oyente directamente a un luminoso y soleado día de verano. El propio Dvořák rechazó la repetición original de la exposición cuando escribió la nota "De una vez por todas: sin repetición" en la partitura que se utilizó para la interpretación de la sinfonía en Praga. Es luminoso, efervescente y épico, forjando una mezcla de alegre abandono y orgullo nacionalista bohemio. Presenta un carácter brahmsiano en su sonido, pero carece del peso y la profundidad expresiva de las sinfonías de Brahms, aunque sigue siendo una experiencia auditiva gratificante, especialmente en su extático final.

### II.Adagio
El segundo movimiento, Adagio, está en si bemol mayor, en compás de 2/4 y sigue una forma rondó libre (A-B-A-C-A-B-A). El tema principal es una amplia y lírica melodía de cantilena realzada con la típica calidez expresiva romántica de Dvořák y una orquestación exuberante. La sección central es intensa y tormentosa. Según el biógrafo del compositor, Otakar Šourek, es un encantador nocturno que "canta la magia de una noche de verano".

### III.Scherzo (Furiant). Presto
El tercer movimiento, Scherzo (Furiant). Presto, está en re menor, en compás de 3/4 y sigue una forma ternaria. El Scherzo, marcado Presto y subtitulado "Furiant", es una estilización de la furiant, una ardiente danza folclórica bohemia muy popular de gran viveza rítmica. Tanto la furiant como la dumka, otra forma de danza eslava, son utilizadas frecuentemente por Dvořák en sus composiciones. Se abre a un ritmo furioso con un tema colorido que suena menos a danza y más a alboroto. La sección central del trío es sosegada y jocosa, y que nos recuerda por un momento la atmósfera del Adagio anterior. El trío ofrece un hábil contraste con la bravura de las secciones exteriores. Se trata de uno de los movimientos sinfónicos más originales del compositor, estremece al oyente con su embriagador remolino de ritmos salvajes. Según Robert Cummings, este movimiento que es el más breve es quizá el más eficaz de toda la obra.

### IV.Finale. Allegro con spirito
El cuarto y último movimiento, Finale. Allegro con spirito, retoma la tonalidad inicial, el compás es alla breve y responde a la forma sonata. El Finale es a la vez alegre y heroico en su colorido tema principal. El segundo tema es juguetón y despreocupado, y el desarrollo del material tiene una intensidad brahmsiana en la sección central. Presenta un espectacular desarrollo en la coda, que redondea toda la obra con una alegre sensación de felicidad y satisfacción.

## Recepción de la obra
Tras el estreno mundial en Praga, fue muy bien recibida y la orquesta acabó teniendo que repetir el tercer movimiento. Hans Richter, mientras ensayaba la obra para tocarla la temporada siguiente en uno de los conciertos de la Philharmonic Society en Londres, escribió a Dvořák:

«Esta mañana hemos tenido el primer ensayo de su maravillosa obra. Estoy orgulloso de haber recibido esta dedicatoria. La orquesta está realmente encantada. La representación será el lunes 15 a las ocho de la tarde. Estoy seguro de que será un gran éxito. Pero también ha sido ensayada con amor.»

La sinfonía no tardó en aparecer en los programas de conciertos de varias ciudades europeas. Durante los dos primeros años tras su estreno en Praga, se interpretó en Leipzig, Rostock, Dresde, Colonia, Fráncfort, Vratislava, Viena, Budapest y Nueva York, entre otras. Fue una de las primeras obras que le otorgaron a Dvořák un verdadero reconocimiento y que le consagraron en la escena internacional como uno de los principales compositores de su época. Aunque las tres últimas obras maestras sinfónicas (Sinfonía n.º 7, n.º 8, n.º 9) del compositor la eclipsan un poco en los conciertos, en realidad esta sinfonía forma parte de una serie de magnum opus de Dvořák en el género sinfónico.

## Discografía selecta[10]
| Año   | Dirección              | Orquesta                          | Discográfica     |
| ----- | ---------------------- | --------------------------------- | ---------------- |
| 1938  | Václav Talich          | Orquesta Filarmónica Checa        | Supraphon, Koch  |
| 1946  | Erich Leinsdorf        | Orquesta de Cleveland             | Columbia         |
| 1960  | Karel Šejna            | Orquesta Filarmónica Checa        | Supraphon, Artia |
| 1965  | István Kertész         | Orquesta Sinfónica de Londres     | London           |
| 1966  | Karel Ančerl           | Orquesta Filarmónica Checa        | Supraphon, Artia |
| 1967  | Witold Rowicki         | Orquesta Sinfónica de Londres     | Philips          |
| 1968  | Erich Leinsdorf        | Orquesta Sinfónica de Boston      | RCA              |
| 1972  | Rafael Kubelik         | Orquesta Filarmónica de Berlín    | DG               |
| 1976  | Charles Groves         | Royal Philharmonic Orchestra      | HMV, EMI         |
| 1980  | Václav Smetáček        | Orquesta Sinfónica de Praga       | Panton           |
| 1980  | Mstislav Rostropovich  | Orquesta Filarmónica de Londres   | Angel            |
| 1981  | Sir Andrew Davis       | Orquesta Philharmonia             | CBS              |
| 1982  | Václav Neumann         | Orquesta Filarmónica Checa        | Supraphon        |
| 1984* | Yuri Ahronovich        | Orquesta Filarmónica de Estocolmo | BIS              |
| 1986  | Neeme Järvi            | Orquesta Nacional Escocesa        | Chandos          |
| 1987  | Libor Pešek            | Orquesta Filarmónica Checa        | Virgin Classics  |
| 1988  | Zdeněk Mácal           | Orquesta Sinfónica de Milwaukee   | Koss Classics    |
| 1990  | Stephen Gunzenhauser   | Orquesta Filarmónica Eslovaca     | Naxos            |
| 1991  | Christoph von Dohnányi | Orquesta de Cleveland             | Decca            |
| 1992  | Jiří Bělohlávek        | Orquesta Filarmónica Checa        | Chandos          |
| 1999  | Myung-whun Chung       | Orquesta Filarmónica de Viena     | DG               |
| 2002* | Charles Mackerras      | Orquesta Filarmónica Checa        | Supraphon        |
| 2003  | Zdeněk Košler          | Orquesta Filarmónica Eslovaca     | Opus, MHS        |
| 2004  | Colin Davis            | Orquesta Sinfónica de Londres     | LSO Live         |

(*) Grabación en vivo.